# 卢斯托博物馆

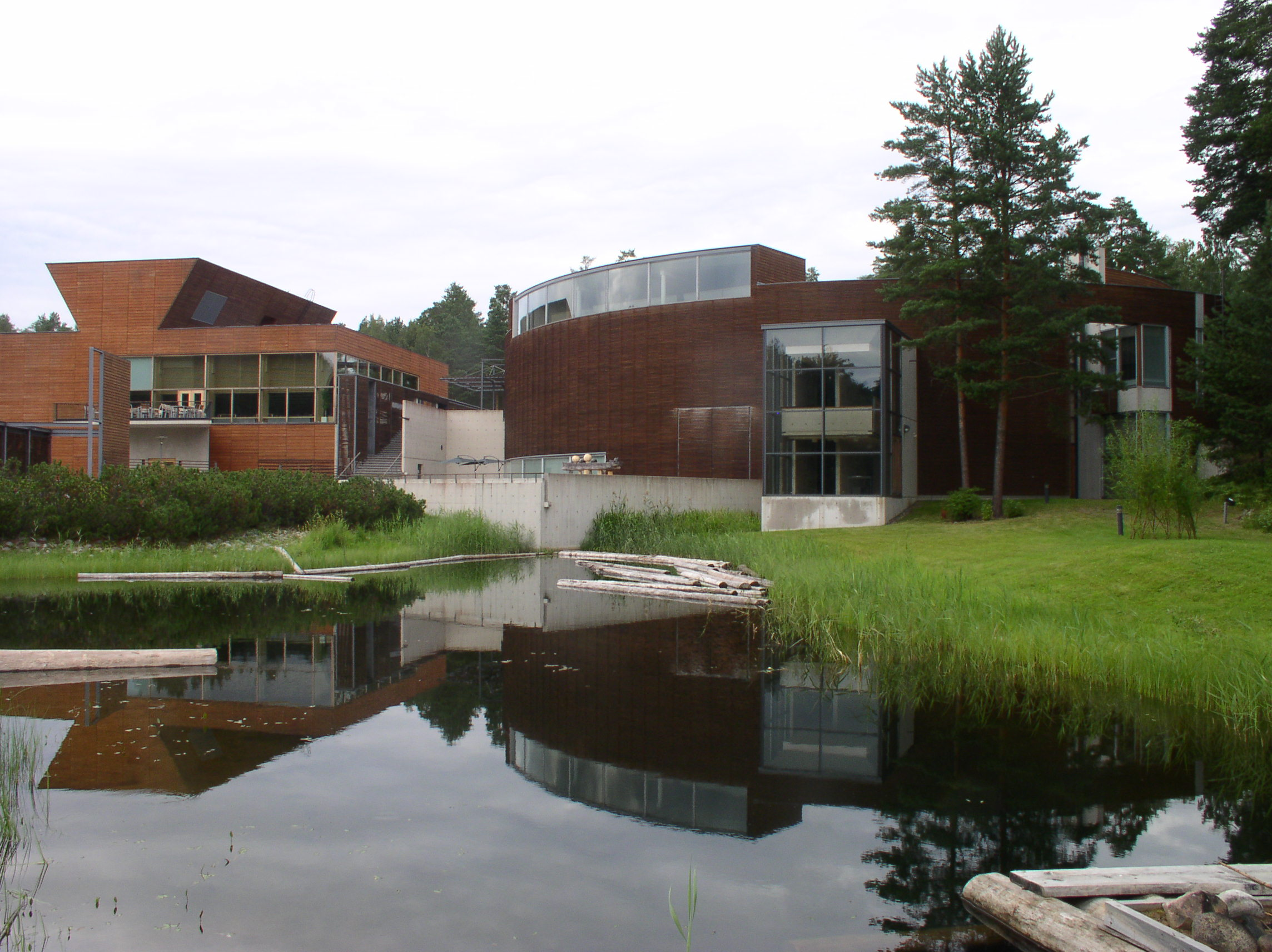
卢斯托博物馆（右边为主建筑，左边为扩建部分）

卢斯托博物馆（芬蘭語：Lusto），又称为芬兰森林博物馆（芬蘭語：Suomen Metsämuseo），是芬兰全国性的有关林业和森林文化的专业博物馆，位于芬兰东部萨翁林纳市的蓬卡哈尔尤区。该博物馆在1994年开放，由在1988年成立的芬兰森林博物馆基金会管理。博物馆全年开放，2019年的访客数量超过四万两千人。
卢斯托博物馆建筑被评为芬兰1990年代现代建筑的典样，所以建筑物本身也是一个值得参观的景点。建筑的骨架是用落叶松木板制成的模板浇筑而成。
卢斯托博物馆的扩建部分大厅的骨架为木头，内墙和外壁也为木材包裹。大厅的结构中使用了新型的技术。建筑承重的结构被外面的木材包裹住，屋顶的形状使人联想到旧式木制教堂的屋顶。

## 收藏品
作为全国性的林业专业博物馆卢斯托收藏了大量的有关林业及木材加工业、森林多种用途及森林文化的物件。
卢斯托的藏品在1991年开始收集，并在持续增加中。物件藏品超过一万四千件。新增藏品中极为重要的是自2000年开始收集的大型林业机械。卢斯托里也保存了芬兰最多的有关林业及森林利用历史的照片藏品，数量约为50万张照片和底片。这些照片和藏品的照片以及相关信息可以在网上查询。

## 专题展览

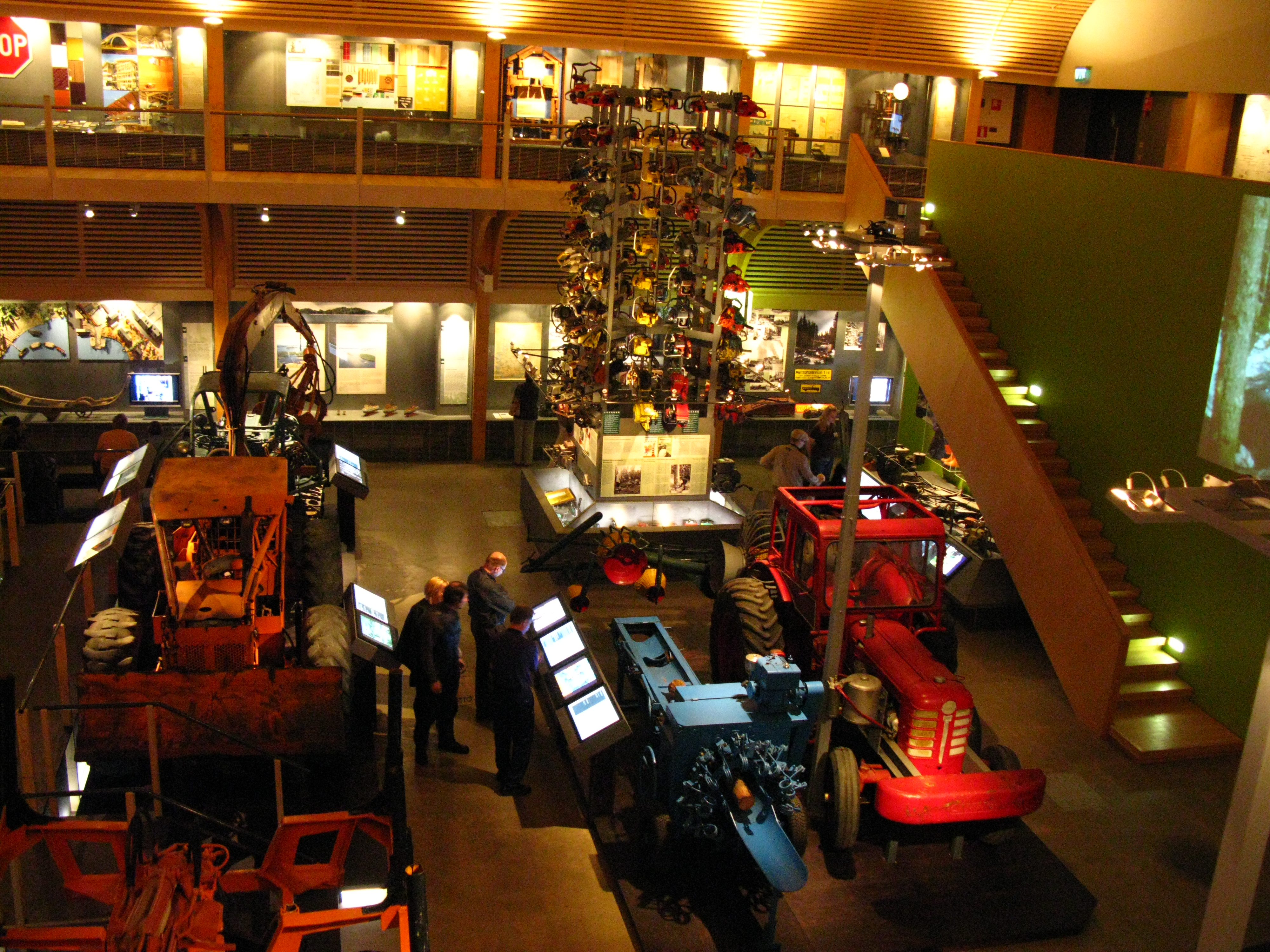
卢斯托博物馆的新扩展的大厅

卢斯托博物馆的展览展示人和森林之间的互动关系以及森林在芬兰生活中的影响。大规模的常驻展览展示于林业、木材加工业及其它工业相关的传统、林业活动、林业产品以及芬兰和世界森林的状况。
卢斯托博物馆的新扩展部分在2008年5月开放，为一个大约有一千平方米的大厅。大厅里展示了各种大型林业机械。扩展后卢斯托博物馆共有两千五百平方米的展厅面积。每年博物馆会更换轮流一部分跟林业文化相关的专题展览。